# British Aerospace ATP
El BAe ATP es un avión de pasajeros diseñado como una evolución del Hawker Siddeley HS 748. La crisis del combustible y el incremento de las preocupaciones sobre el ruido de los aviones llevaron a British Aerospace a creer que había un mercado de aviones turbohélice de corto radio, bajo ruido y eficiencia de consumo. Cuando el avión entró en el mercado, el segmento ya estaba bien representado por diseños como el Dash 8 y el ATR 42, y la producción fue cancelada tras sólo 64 unidades.

## Diseño y desarrollo
El fuselaje del HS 748 fue rediseñado alargando su longitud hasta los 26,01 m y una envergadura de 30,62 m. Se efectuaron pequeñas modificaciones en morro y cola, así como ventanas más pequeñas en la cabina. Los dos motores Rolls-Royce Dart fueron reemplazados por los motores con mejor eficiencia de consumo de combustible Pratt & Whitney Canada PW126. Las hélices de seis álabes fueron desarrolladas por Hamilton Standard. 
El avión voló por primera vez en 1986 y entró en servicio con British Midland en 1988. El aparato tenía un EFIS avanzado, y tenía una configuración de despegue corto. Además era sumamente silencioso en despegue.
Un total de 64 aviones fueron ensamblados en las instalaciones de Woodford y Prestwick de BAe con el constructor de alas y fuselajes ubicado en Chadderton. La producción concluyó en Prestwick en 1996. El avión puede acomodar entre 64 y 72 pasajeros dependiendo de la configuración de asientos. Los mayores operadores del avión son British Airways CitiExpress y West Air Sweden.
En 2001 el proyecto de ATP Carguero permitió que seis ATPs fuesen convertidos a aviones de carga para West Air Sweden. Utilizando una variación de la puerta de carga de HS 748, el ATPF puede transportar un 30 % más de carga que su predecesor con un 10 % de incremento en los costes de funcionamiento. El primer ATPF efectuó su primer vuelo desde las instalaciones de West Air Sweden en Lidköping el 10 de julio de 2002.
En agosto de 2006 un total de 32 ATP continuaban en servicio comercial con West Air Sweden (11), First Flight Couriers (1), Atlantic Airlines (3), Emerald Airways (5), Enimex (1), SATA Air Açores (5), West Air Luxembourg (5) y NextJet Sweden (3).

## Variantes
Algunas variantes del ATP fueron proyectados y construidos para su uso civil y militar:
Jetstream 61
El British Aerospace Jetstream 61 fue un derivado mejorado del ATP. Muestra un interior basado en el Jetstream 41 con una cabina innovadora con reposabrazos y un incremento de capacidad de 64-70 asientos. Además el fuselaje incorpora los más potentes motores PW127 y un incremento del peso y alcance. 
El primer vuelos fue efectuado por el prototipo de ATP (número de serie 2001) registrado como G-PLXI (LXI es el número romano para 61) el 10 de mayo de 1994. Cuatro fuselajes fueron después construidos como Jetstream 61 (2064-2067) antes de que las operaciones regionales de British Aerospace fuesen fusionadas con ATR el 26 de enero de 1995. Con el exitoso ATR72 ahora parte del mismo producto en alcance, el Jetstream 61 fue inmediatamente cancelado y almacenando los cuatro fuselajes en Woodford. 
El ATP original y el prototipo del Jetstream 61 están actualmente almacenados en Woodford a la espera de su traslado final al Jetstream Club en Liverpool 
ATP Marítimo
Esta fue una variante para su uso en operaciones navales militares, con un radar de búsqueda bajo la parte delantera del fuselaje, un FLIR y un sonar interno en el morro. El ATP Marítimo fue más tarde conocido como el BAe P.132. Nunca fue construido.
ATP-AEW
El AEW fue una propuesta de 1986 propuesto como un avión de Alerta Temprana para Australia, con dos radares EMI Skymaster en morro y cola, similares en apariencia a los Nimrod AEW.3. Ninguno fue construido.

## Operadores

### Operadores Actuales
Suecia
- West Air Sweden (9)[2]

### América
Estados Unidos
- Air Wisconsin (10)[3]

### Asia
Bangladés
- Biman Bangladesh Airlines (2)[4]

### Europa
Malta
- Air Malta (1)[5]

 Portugal
- Portugália (1)[6]

 Reino Unido
- British Airways (15)[7]
- West Atlantic UK (12)[8]
- Loganair (10)[9]
- British Midland (3)[10]

Air Europa

## Accidentes e incidentes
- El 19 de abril de 1997, el vuelo 106 de Merpati Nusantara Airlines perdió el control a 2000 pies en el aeropuerto de Tanjung Pandan-Buluhtumbang en Indonesia. 15 personas murieron y 43 sobrevivieron al accidente del vuelo 106, lo que lo convierte en el segundo peor accidente aéreo que involucra un ATP.

- El 11 de diciembre de 1999, el vuelo 530 de SATA Air Açores se estrelló en la montaña en la isla de San Jorge, Azores, Portugal, en un vuelo de corta distancia. Todos los 35 pasajeros y la tripulación a bordo murieron en el accidente. El accidente fue el peor accidente aéreo que afectó a la ATP. Causa oficial, la tripulación se desorientó en medio de nubes bajas sobre la isla de San Jorge e hizo un CFIT.

## Especificaciones (ATP)
Referencia datos: Jane's All the World's Aircraft, 1988-1989

### Características generales
- Tripulación: 4 (Dos pilotos + dos tripulantes de cabina de pasajeros)
- Capacidad: 64 pasajeros
- Longitud: 26 m (85,3 ft)
- Envergadura: 30,6 m (100,5 ft)
- Altura: 7,1 m (23,4 ft)
- Superficie alar: 78,3 m² (842,8 ft²)[12]
- Peso vacío: 13 595 kg (29 963,4 lb)
- Peso máximo al despegue: 22 930 kg (50 537,7 lb)
- Planta motriz: 2× turbohélice Pratt & Whitney Canada PW126.
  - Potencia: 1978 kW (2727 HP; 2690 CV) cada uno.

### Rendimiento
- Velocidad crucero (Vc): 496 km/h (308 MPH; 268 kt)
- Alcance: 1825 km (985 nmi; 1134 mi)
- Radio de acción: km
- Alcance en combate: km
- Techo de vuelo: 7600 m (24 934 ft) [12]